# Paradoja de Condorcet
La paradoja de Condorcet o paradoja de la votación es una situación señalada por el marqués de Condorcet a finales del siglo XVIII en el que las preferencias colectivas son cíclicas (intransitivas o no transitivas) aunque las preferencias individuales no lo sean. Lo anterior es paradójico porque implica que la voluntad de mayorías entran en conflictos entre sí, en otras palabras es posible que un procedimiento de elección falle el criterio «siempre-un-ganador». Cuando esto ocurre, usualmente se debe a que las mayorías en conflicto están formadas por diferentes grupos de individuos.

## Ejemplo
Si en una elección hay tres candidatos A, B, C y hay tres votantes cuyas preferencias son (listando en orden decreciente):
- Votante 1: A, B, C
- Votante 2: B, C, A
- Votante 3: C, A, B

Si se declara vencedor al candidato A, se puede argumentar que en realidad C debía ganar porque:
- dos votantes (el 2 y el 3) piensan que C es un mejor candidato que A;
- solo un votante (el 1) prefiere al candidato A sobre el C.

Al ser el candidato C preferido sobre A por una mayoría de votantes, el candidato A no puede en realidad declararse vencedor.
Pero el argumento descrito arriba también muestra que B es preferido por una mayoría de votantes sobre C, por lo que C no puede declararse vencedor. Y nuevamente, el argumento implica que B no puede ser el ganador de la elección porque una mayoría de votantes prefiere al candidato A sobre el B. Por tanto, el requisito de la regla de mayoría no produce un ganador en esta situación. Aunque el ejemplo anterior es una simplificación extrema, la paradoja de Condorcet puede presentarse en elecciones más complejas.
La paradoja de Condorcet ilustra que la persona que puede reducir alternativas tiene esencialmente la capacidad de guiar la elección. Por ejemplo, si los votantes 1 y 2 escogen a sus candidatos preferidos (A y B respectivamente) y si el votante 3 está dispuesto a renunciar su voto por C, entonces el tercer votante puede escoger entre A y B y convertirse en el votante decisivo.
Cuando se usa un método de Condorcet para determinar el resultado, la aparición de la paradoja entre las boletas tiene como consecuencia que no existe un ganador de Condorcet (un candidato, que al compararse con cada uno de los demás candidatos, es preferido por más votantes). Las diferentes variantes del método de Condorcet difieren en cómo solucionan las ambigüedades circulares, si existen, para seleccionar a un ganador. Nótese que no existe una solución determinista y justa en este ejemplo trivial porque todos los candidatos se encuentran en una situación completamente simétrica.